# Schaereria parasemella
Schaereria parasemella är en lavart som först beskrevs av William Nylander och som fick sitt nu gällande namn av Helge Thorsten Lumbsch. 
Schaereria parasemella ingår i släktet Schaereria och familjen Schaereriaceae. Enligt den finländska rödlistan är arten otillräckligt studerad i Finland. Arten är reproducerande i Sverige. Artens livsmiljö är fjällhedar.